# Amnesicoma condigna
Amnesicoma condigna là một loài bướm đêm trong họ Geometridae.